# Priscilla Lawson
Priscilla Lawson née Priscilla Shortridge  (8 mars 1914 – 27 août 1958) est une actrice américaine.

## Filmographie partielle
- 1936 : Flash Gordon de Frederick Stephani et Ray Taylor
- 1936 : The Phantom Rider de Ray Taylor
- 1937 : L'Homme qui terrorisait New York (King of Gamblers) de Robert Florey
- 1937 : Mariage double de Richard Thorpe
- 1938 : Pilote d'essai de Victor Fleming
- 1938 : La Belle Cabaretière de Robert Z. Leonard
- 1938 : Le Retour d'Arsène Lupin (Arsène Lupin Returns), de George Fitzmaurice

## Sources
- (en) Cet article est partiellement ou en totalité issu de l’article de Wikipédia en anglais intitulé « Priscilla Lawson » (voir la liste des auteurs).